# Міодраг Тодорчевич
Міодраг Тодорчевич, серб. Міодраг Тодорчевић (нар. 10 листопада 1940, Белград) – сербський шахіст і шаховий тренер, гросмейстер від 1989 року. Під час своєї кар'єри представляв Югославію (в 1968 і 1977-2003 роках), Францію (1968-1977), Монако (1987), Сербію та Чорногорію (2003) та Іспанію (починаючи з 2003).

## Шахова кар'єра
П'ять разів перемагав на чемпіонатах Парижа (1966, 1967, 1973, 1974, 1976). У 1972 i 1972 роках представляв Францію на шахових олімпіадах, набравши 18½ очок у 31 партії, а 1975 року в Діжоні виграв чемпіонат Франції. 1979 року поділив у Б'єловарі 4-те місце на чемпіонаті Югославії, 1982 року поділив 2-ге місце (позаду Георгія Агзамова, разом з Радославом Шимічем і Радованом  Говедарицею) на турнірі за круговою системою і Белграді, 1986 року переміг у Гамбургу, в 1987 році поділив 2-ге місце в Малазі (позаду Марка Гебдена, разом з Даном Крамлінгом) i в Панчево (позаду Амадора Родрігеса, разом з Юхимом Геллером i Давидом Бронштейном), а також досягнув одного з найбільших успіхів у кар'єрі, посівши 1-ше місце на зональному турнірі (відбіркового циклу чемпіонату світу) в Буделі i здобувши путівку на міжзональний турнір у Сіраку (1987, 10-те місце). У 1988 i 1989 роках (двічі, зокрема зі Зденко Кожулом i Йосипом Дорфманом) переміг на турнірах у Марселі. 1989 року представляв збірну Югославії на командному чемпіонаті Європи в Хайфі, де здобув срібну медаль. 1990 року переміг (разом з Альфонсо Ромеро Холмсом) у Саламанці, а також поділив 2-ге місце (позаду Ентоні Майлса, разом з Євгеном Барєєвим, Рейнальдо Верою, Василем Смисловим, Елізбаром Убілавою, Лембітом Оллем i Олександром Черніним) на сильному турнірі за швейцарською системою в Римі. Від початку 1990-х років виступає передусім на турнірах. які проводяться в Іспанії, досягнувши успіхів, зокрема. у таких містах, як: Тельде (1993, посів 1-ше місце), Лас-Пальмас (1993, турнір B, посів 3-тє місце позаду Віктора Бологана i Драгана Барлова), Сарагоса (1994, поділив 2-ге місце позаду Руслана Погорєлова, разом із, зокрема, Міхаїлом Маріном, Андрієм Харловим, Пабло Сан-Сегундо Каррільйо, Феліксом Ісетою Чабаррі i Атанасом Колевим), Санта-Крус-де-ла-Пальма (1995, поділив 1-ше місце разом з Дієго Адлою i Сеноном Франко Окампосом), а також Мондаріс (2004, поділив 3-тє місце позаду Міхая Шуби i Сальвадора Дель Ріо Ангеліса, разом з Кареном Мовсесяном).
Має значні досягнення як шаховий тренер. У 1978-1986 роках п'ять разів був тренером і капітаном команди Франції на олімпійських іграх, тоді як в 1985 році – на командному чемпіонаті світу в Люцерні. Крім того, в 1990 році обіймав посаду капітана збірної Югославії під час олімпіади в Новому Саді. 2006 року випустив книгу Compendio de ajedrez. Lecciones fundamentales de ayuda al monitor (ISBN 84-934786-7-9).
Найвищий рейтинг Ело в кар'єрі мав станом на 1 січня 1990 року, досягнувши 2550 очок ділив тоді 75-84-те місце в світовому рейтинг-листі ФІДЕ, одночасно ділячи 5-6-те місце серед югославських шахістів..

## Зміни рейтингу
| На цьому місці має відображатися графік чи діаграма, однак з технічних причин його відображення наразі вимкнено. Будь ласка, не видаляйте код, який викликає це повідомлення. Розробники вже працюють для того, щоби відновити штатне функціонування цього графіка або діаграми. | |
| | На цьому місці має відображатися графік чи діаграма, однак з технічних причин його відображення наразі вимкнено. Будь ласка, не видаляйте код, який викликає це повідомлення. Розробники вже працюють для того, щоби відновити штатне функціонування цього графіка або діаграми. |